# امپراتوری پالمیرا
امپراتوری پالمیرا (انگلیسی: Palmyrene Empire) نام امپراتوری‌ای باستانی در سرزمین سوریه کنونی و خاور و پایین دست شرقی دریای مدیترانه بود، این امپراتوری در سال ۲۷۴ میلادی به‌دست اورلیانوس، امپراتور روم در جنگی که میان شهبانو زنوبیا «شهبانوی پالمیرا» و روم رخ داد ویران شد و این امپراتوری فرمانروایی زنوبیا بود و تنها امپراتور واقعی و سردار سپاه آن بود و در عصر زنوبیا بخاطر شجاعت زیاد شهبانوی فرمانروا این امپراتوری بخش بزرگی از امپراتوری روم را دربر گرفت.

## تاریخ پالمیرا
مهم‌ترین نقطه ارتباط پالمیراییان با ایرانیان، شهرهایِ جا گرفته در کنارهٔ شمالیِ خلیج فارس یعنی پادشاهی میسان و به‌خصوص اروند بود. اشکانیان ترانزیت پالمیرا را تشویق می‌کردند، و در این زمانه پالمیرایی‌ها روابط دوستی خود را با ایران پاس می‌داشتند.
در سال ۴۱ پس از میلاد، رومی‌ها به فرماندهی مارک آنتونی کوشش کردند که تمدن پالمیرا را تصرف کنند ولی کوشششان بی‌نتیجه ماند چراکه باشندگانِ پالمیرا به راستهٔ دیگرِ فرات فرار کردند. پالمیرایی‌ها از یورش رومی‌ها باخبر شده و بنابراین چاره‌اندیشی کرده بودند. این کوچ کردن، مشخص‌می‌سازد که پالمیرایی‌ها زندگی عشایری داشته‌اند و به‌سرعت می‌توانستند لوازم خود را جمع‌آوری کرده و کوچ کنند.
آنتوان به دستاویزِ اینکه پالمیرا می‌کوشید از ۲ قدرت روم و پارت به‌طور پایاپای بهره‌برداری کرده، خود سالاری خود را حفظ کند، در سال ۴۱ م. به آنجا تاخت کرد؛ ولی تاخت و تاز او بی‌نتیجه ماند، چراکه مردمان پالمیرا پیش از رسیدن آنتوان دارایی، ابزار زندگی و اموال خود را برگرفته و به‌جانب دیگرِ رود فرات پناه برده بودند. سپاه روم نیز از ترس جانب‌داری ایرانیان به دشت‌های فرات نزدیک نشد. تنها دست‌آوردی که از این جنگ ساخته شد این بود که میانهٔ ایران و آنتوان به‌کلی به هم خورد، زیرا ایرانیان خود را پشتیبانان طبیعی پالمیرا به‌حساب می‌آوردند.

### پیشه مردم
مردم سرزمین پالمیرا مردمانی بازرگان و داد و ستد پیشه بودند و به کشاورزی و برزگری ارزش ویژه‌ای قائل بودند، از این‌رو در بادیء الأمر به ساختن کاریزهای آب برای آبیاری و حفر چاه‌ها پرداختند، سپس آب‌بندهای ساروجی برای انبار آب باران بَنا نهادند. برای حفر آ بار صدها هزار برده‌ها به‌طور شبانه‌روز دست‌اندرکار کار بودند. نوشته‌های ایشان در کارهای بازرگانی به خط آرامی بوده، و در روزگار رومان از نوشتن خط لاتین نیز استفاده کرده بودند. همچنین به زبان ویژهٔ پالمیرا سخن می‌گفتند و نوشته‌هایشان از زبان آرامی مأخوذ بوده‌است.

## ویرانی تمدن پالمیرا
در اواخر زمانهٔ تمدن پالمیرا و در روزگار فرمانروایی شهبانو زنوبیای پالمیرا، این تمدن به‌دست اشغالگران رومی تسخیر می‌شود، و سرانجام خود شهبانوی زنوبیا نیز به بند بردگی می‌افتند.
زنوبیا به یاری کاسیوس دیونیسوس لانگینوس به امپراتوری روم تاخته بود و بصره و سرزمین‌های غربی تا سرزمین مصر را به به چنگ آورده‌بود. سپس وی کوشش کرد تا با لشکرکشی به بالادست انتاکیه را نیز به دست بگیرد. در سال ۲۷۲، اورلیان امپراتور روم وی را دستگیر کرد و در بند به روم برد. اورلیان او را به زنجیر کشید و وی را در شهر گرداند و سپس به روستایی به نام تیوولی در نزدیکیِ رم تبعید کرد. زنوبیا همچنان در این شهر به کوشش‌های ضد رومی خود ادامه داد. شورش‌ها در شهر پالمیرا (پایتخت تمدن پالمیرا) امپراتوری روم را به‌شدت به‌زحمت انداخته بود و بنابراین آن‌ها تصمیم گرفتند که این شهر را به یک پایگاه نظامی تبدیل کنند. دیوکلتیان شهر را تا بندر گسترش داد و سپس به گرد آن دیوار کشید. در روزگار امپراتوری بیزانس شماری کلیسا در شهر ساخته شد، اگرچه بیشتر نقاط شهر به ویرانه تبدیل شد.